# ضربه سخت (فیلم ۲۰۲۱)
ضربه سخت (به کره‌ای: 발신제한) یک فیلم دلهره‌آور محصول سال ۲۰۲۱ سینمای کره جنوبی به کارگردانی کیم چانگ جو با بازی جو وو جین، لی جه این و جی چانگ ووک است. این یک بازسازی از کیفر، یک فیلم اسپانیایی محصول سال ۲۰۱۵ به کارگردانی دنی د لا توره است.
این فیلم در ۲۳ ژوئن ۲۰۲۱ در سینماهای کره جنوبی اکران شد. این فیلم موفق شد و در دهمین روز اکران خود از مرز ۵۰۰٫۰۰۰ بیننده عبور کرد که اولین فیلم کره ای در سال ۲۰۲۱ بود. تا ۲۲ دسامبر ۲۰۲۱، پنجمین فیلم پرفروش کره‌ای در سال ۲۰۲۱ است و با فروش ۷٫۷۰ میلیون دلار آمریکا و ۹۵۵٫۸۰۹ پذیرش، رتبه ۱۷ را در میان تمام فیلم‌های اکران شده در سال ۲۰۲۱ در کره جنوبی دارد.

## داستان
سونگ کیو مدیر یکی از شعبه‌های یک بانک است. یک روز، وقتی فرزندانش را به مدرسه می‌رساند و در راه محل کارش است، یک شماره ناشناس به او زنگ می‌زند و می‌گوید: «اگر از ماشین پیاده شوی، یک بمب منفجر خواهد شد». این باعث شروع یک موقعیت کابوس برای خانواده سونگ-گیو در مرکز شهر بوسان می‌شود.

## تولید
فیلمبرداری در اوایل فوریه ۲۰۲۰ در شهری، ناحیه‌ای از بوسان آغاز شد و در ماه مه ۲۰۲۰ به پایان رسید. به دلیل تأثیر همه‌گیری کووید ۱۹، جاده‌های شهر شلوغ نبود، بنابراین صحنه‌های تعقیب و گریز می‌توانستند به راحتی فیلمبرداری شوند. عکس‌های فیلم در حال فیلمبرداری در بوسان در ۲۳ ژوئن ۲۰۲۱، روز اکران فیلم منتشر شد.

## پاسخ انتقادی
داوون جو وو جین را به دلیل ابراز تنش، پشیمانی و احساسات عذرخواهی با حالات چهره ستایش کرد، زیرا در ۸۰ درصد فیلم که از فضای محدود صندلی راننده بازی می‌کند. او احساس کرد که جی چانگ ووک یک یافته جدید در نقشی کاملاً متفاوت در این فیلم است و توصیه کرد که تماشاگران برای دیدن فیلم به سالن بروند.

## انتشار
این فیلم در کره جنوبی در ۲۳ ژوئن ۲۰۲۱ در ۱۰۱۰ پرده اکران شد. در ۲۲ ژوئیه ۲۰۲۱ در تایوان اکران شد. این فیلم در دهمین جشنواره فیلم کره فرانکفورت در ۲۳ اکتبر ۲۰۲۱ به نمایش درآمد.